# Catoptria biformellus
Catoptria biformellus is een vlinder uit de familie grasmotten (Crambidae). De wetenschappelijke naam is voor het eerst geldig gepubliceerd in 1925 door Drenowski.
De soort komt voor in Europa.